# Leo Ferrier

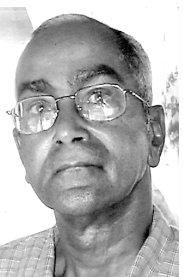
Leo Ferrier

Leo Henri Ferrier (Paramaribo, 14 september 1940 - aldaar, 30 juli 2006) was een Nederlandstalig schrijver van Surinaamse afkomst.

## Levensloop
Ferrier werd geboren als jongste zoon van Eugenie Lionarons en Johan Ferrier, de eerste president van Suriname. Hij is een broer van de socioloog Deryck Ferrier en de schrijfster Cynthia McLeod en halfbroer van Joan Ferrier en Kathleen Ferrier. Hij volgde een opleiding tot onderwijzer, en vertrok in 1961 naar Nederland. Ferrier werkte als hoofdonderwijzer in Den Haag en Amsterdam, en studeerde piano aan het conservatorium te Utrecht.
Hij debuteerde in 1968 als schrijver met de roman Atman. Een jaar later volgde El Sisilobi.
Vervolgens kreeg Ferrier last van een depressie. Hij keerde in 1971 terug naar Suriname, waar hij enige tijd pianodocent was aan de Volksmuziekschool. Hij werkte verder in het onderwijs en als stafmedewerker van het Surinaams Museum.
Leo Ferrier overleed op 65-jarige leeftijd aan een longemfyseem.

## Over Leo Ferrier
- 'Van het bloed dat vloeit en verbindt. Symbolische functies in Atman van L.H. Ferrier' (1986) – Michiel van Kempen
- Michiel van Kempen, 'L.H. Ferrier'. In: Kritisch Lexicon van de Moderne Nederlandstalige Literatuur, afl. 33, mei 1989. (met primaire en secundaire bibliografie)
- Michiel van Kempen, 'In Memoriam Leo Ferrier (1940-2006)'. In: Oso, Tijdschrift voor Surinamistiek, 25 (2006), nr. 2, pp. 179-181.